# Гора конвалій
Гора конвалій — заповідне урочище місцевого значення. Об'єкт розташований на території Поворської сільської територіальної громади Ковельського району Волинської області.
Площа — 1 га, статус отриманий у 2008 році. Перебуває у користуванні фермерського господарства «Ставеччина».
Охороняється ділянка лісових насаджень з великою популяцією конвалії звичайної, де також зростає рідкісний вид орхідей, занесений до Червоної книги України - любка дволиста.

## Галерея

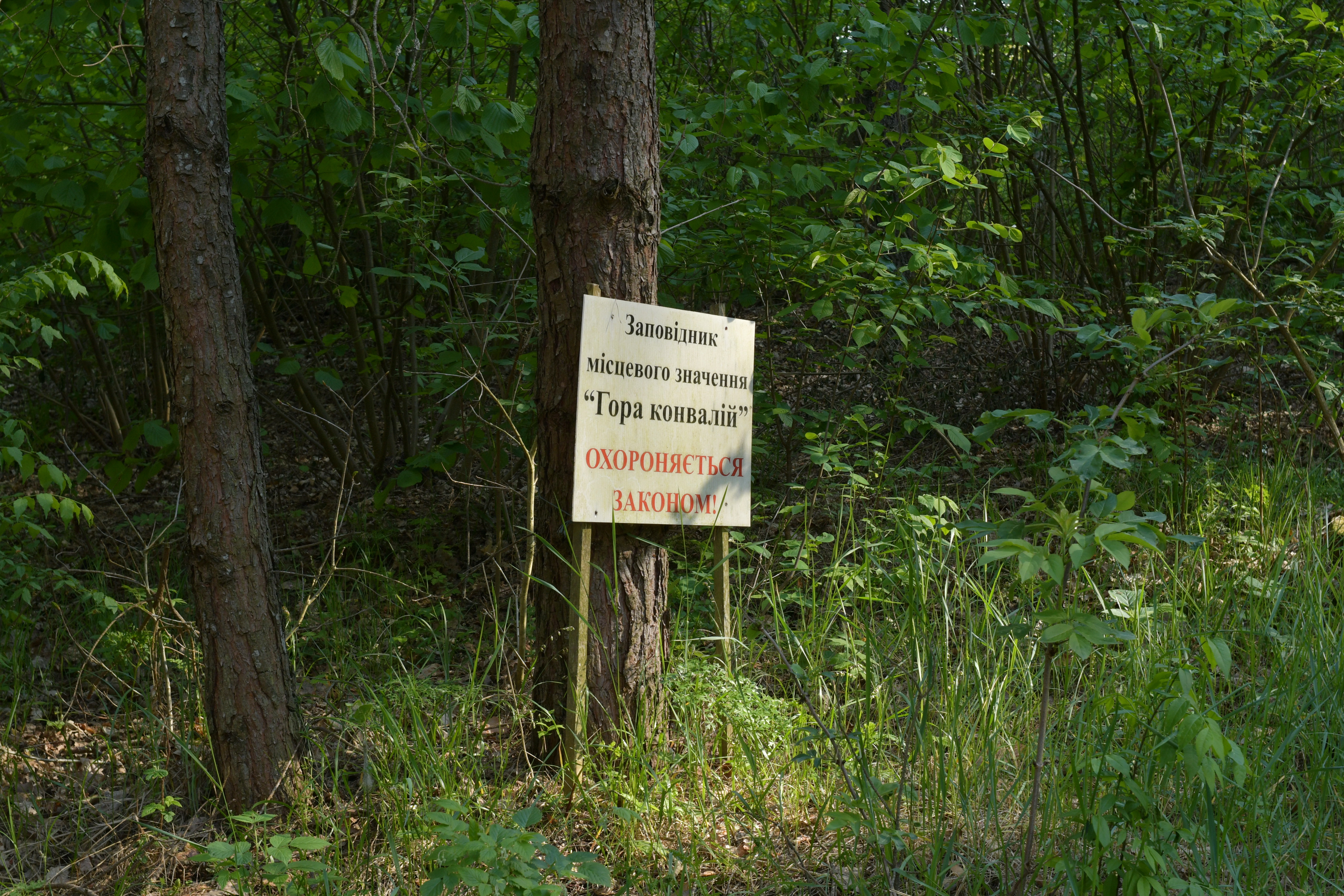
Інформаційна дошка
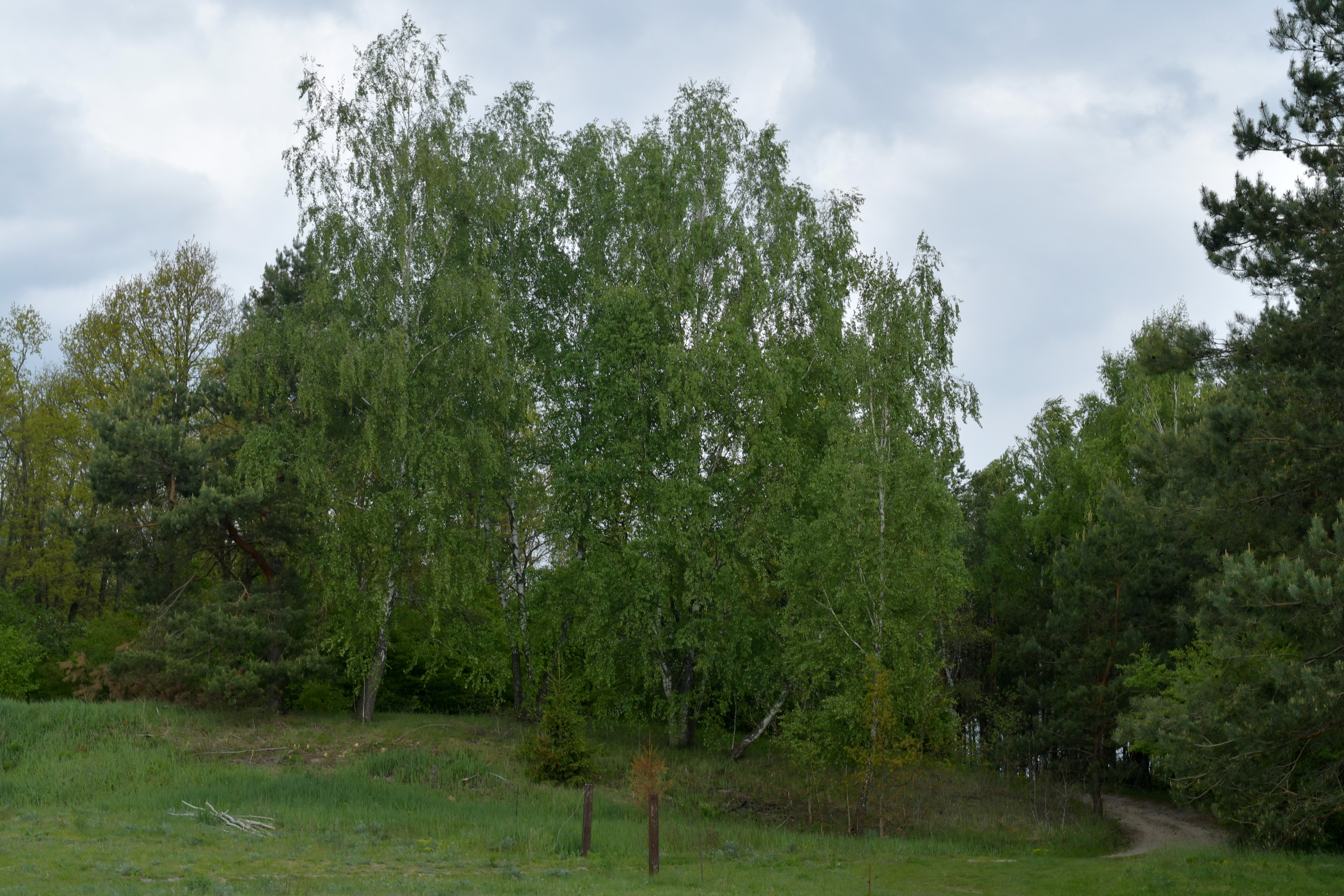
Вигляд з півдня
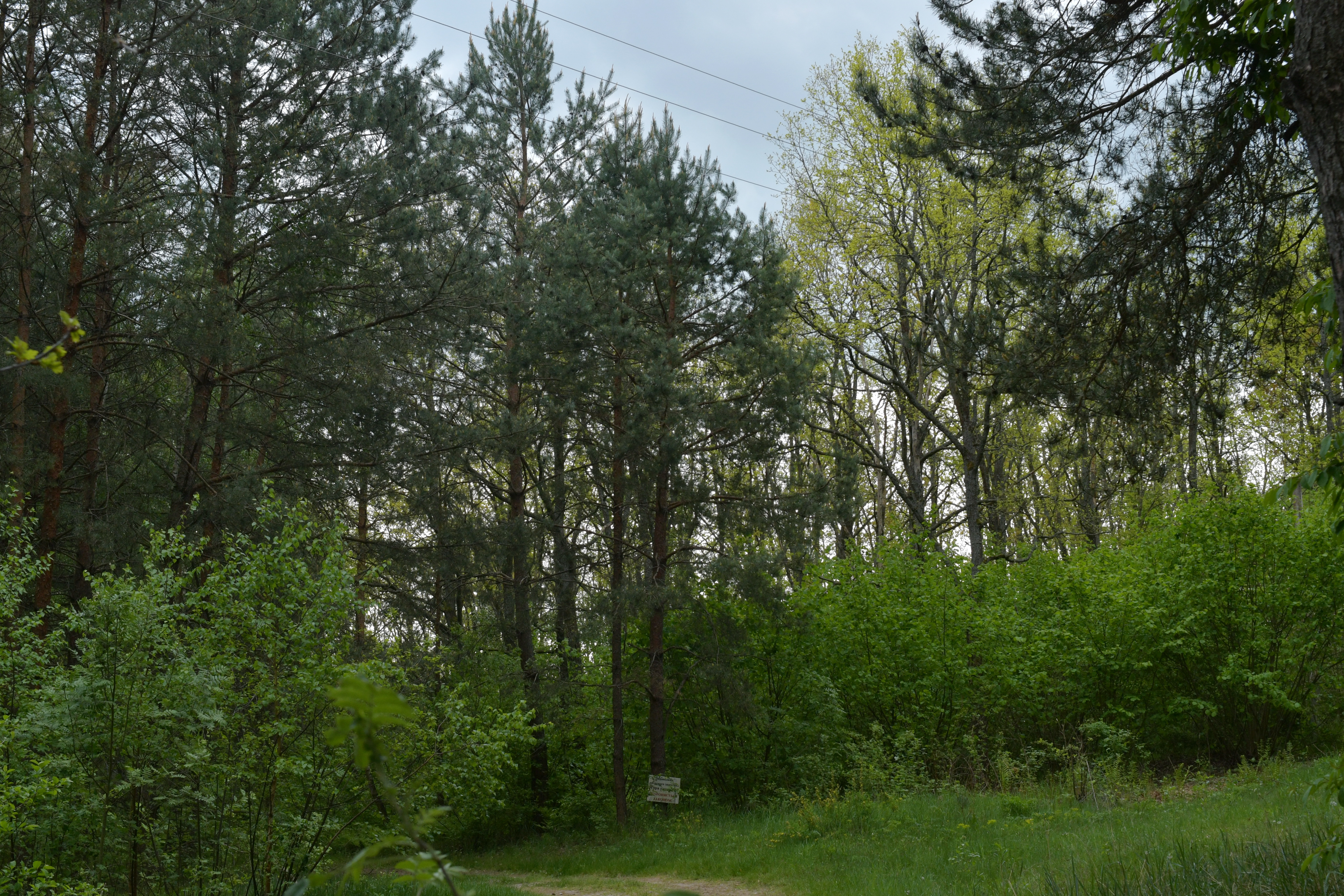
Вигляд з півночі
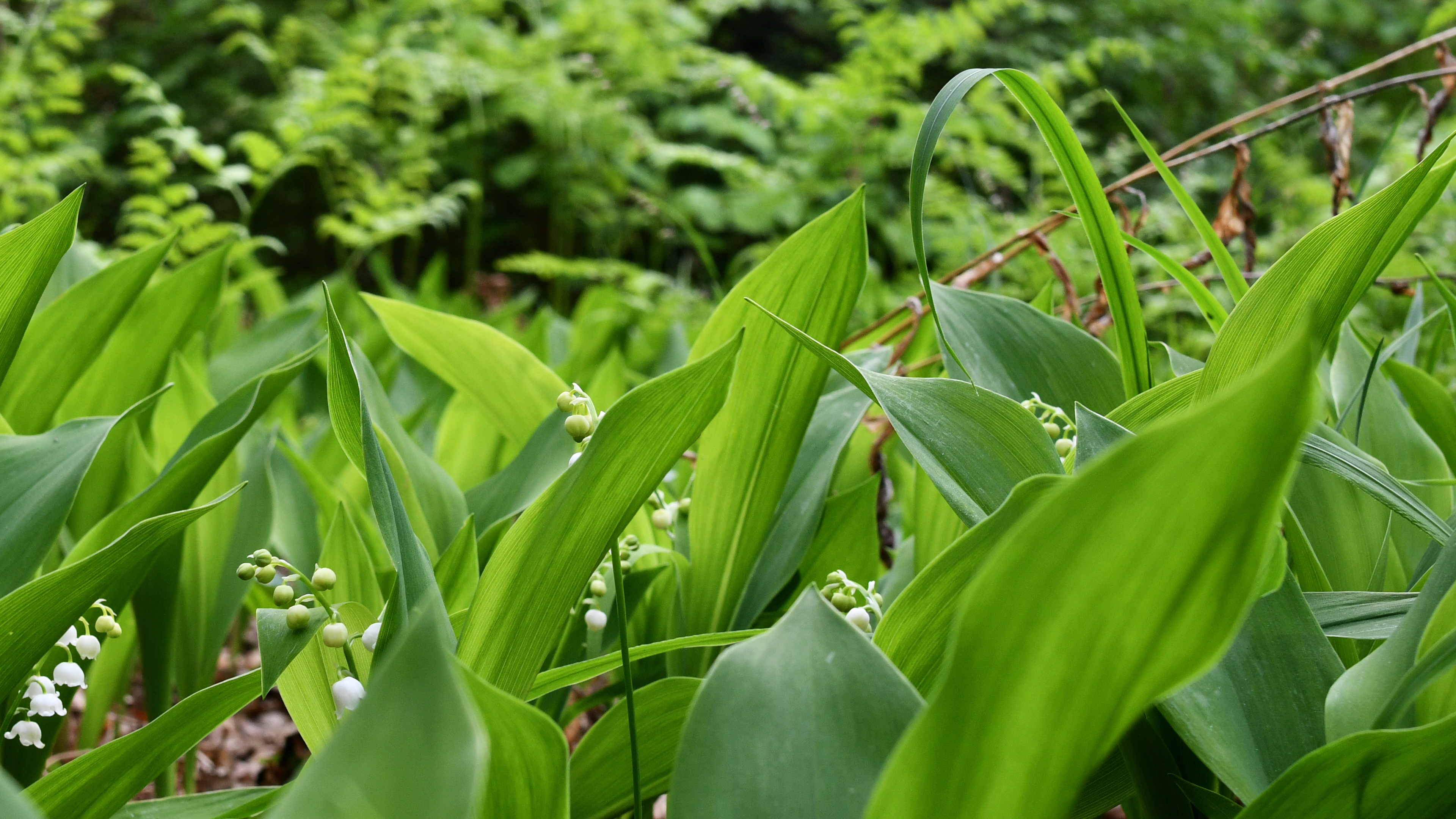
Конвалія звичайна